# Người Morokodo
Người Morokodo là một dân tộc có hơn 40.000 người sống ở bang Tây Equatoria của Nam Sudan. Họ nói tiếng Morokodo, một ngôn ngữ Nin-Sahara.